# Paral·lel 8° nord
El Paral·lel 8° nord és un cercle de latitud que és 8 graus nord del pla equatorial de la Terra. Travessa Àfrica, l'oceà Índic, Àsia meridional, Àsia Sud-oriental, l'oceà Pacífic, Amèrica Central, Amèrica del Sud i l'oceà Atlàntic.
El paral·lel defineix part de la frontera entre Etiòpia i Somàlia. El canal Vuit Graus (Maliku Kandu) a l'Oceà Índic rep el nom pel paral·lel.

## Dimensions
En el sistema geodèsic WGS84, al nivell de 8° de latitud nord, un grau de longitud equival a 110.243 kilòmetres; la longitud total del paral·lel és de 39.688 kilòmetres, que és aproximadament el 99.0 % de la de l'equador, del que està a uns 885 km, així com a 9.117 kilòmetres del pol Nord.
Com tots els altres paral·lels a part de l'equador, el paral·lel 8° nord no és pas un cercle màxim i no és la distància més curta entre dos punts, fins i tot si són situats a la mateixa latitud. Per exemple, seguint el paral·lel, la distància recorreguda entre dos punts de longitud oposada és 19.844 kilòmetres; després d'un cercle màxim (que passa pel Pol Nord), només és de 18.234 kilòmetres.

## Al voltant del món
A partir del Primer meridià i cap a l'est, el paral·lel 8° nord passa per:
| Coordenades                             | País, territori o mar      | Notes |
| --------------------------------------- | -------------------------- | --- |
| 8° 0′ N, 0° 0′ E / 8.000°N,0.000°E      | Ghana                      | Passa a través del llac Volta |
| 8° 0′ N, 0° 36′ E / 8.000°N,0.600°E     | Togo                       | |
| 8° 0′ N, 1° 38′ E / 8.000°N,1.633°E     | Benín                      | |
| 8° 0′ N, 2° 42′ E / 8.000°N,2.700°E     | Nigèria                    | |
| 8° 0′ N, 12° 13′ E / 8.000°N,12.217°E   | Camerun                    | |
| 8° 0′ N, 15° 25′ E / 8.000°N,15.417°E   | Txad                       | |
| 8° 0′ N, 18° 1′ E / 8.000°N,18.017°E    | República Centreafricana   | |
| 8° 0′ N, 24° 58′ E / 8.000°N,24.967°E   | Sudan del Sud              | |
| 8° 0′ N, 33° 2′ E / 8.000°N,33.033°E    | Etiòpia                    | |
| 8° 0′ N, 46° 59′ E / 8.000°N,46.983°E   | Frontera Somàlia / Etiòpia | |
| 8° 0′ N, 47° 59′ E / 8.000°N,47.983°E   | Somàlia                    | |
| 8° 0′ N, 49° 53′ E / 8.000°N,49.883°E   | Oceà Índic                 | Travessa el mar d'Aràbia · pel canal Vuit Graus - passant just al sud de l'illa Minicoy, Índia · i al mar de les Lacadives -passant just al sud de Cap Comorin, Índia |
| 8° 0′ N, 79° 43′ E / 8.000°N,79.717°E   | Sri Lanka                  | |
| 8° 0′ N, 81° 30′ E / 8.000°N,81.500°E   | Oceà Índic                 | Badia de Bengala |
| 8° 0′ N, 93° 20′ E / 8.000°N,93.333°E   | Índia                      | Illes Andaman i Nicobar - illes de Katchal, Camorta i Nancowry |
| 8° 0′ N, 93° 34′ E / 8.000°N,93.567°E   | Oceà Índic                 | Mar d'Andaman |
| 8° 0′ N, 98° 17′ E / 8.000°N,98.283°E   | Tailàndia                  | Illa de Phuket |
| 8° 0′ N, 98° 25′ E / 8.000°N,98.417°E   | badia de Phang Nga         | |
| 8° 0′ N, 98° 35′ E / 8.000°N,98.583°E   | Tailàndia                  | Illa de Ko Yao Yai |
| 8° 0′ N, 98° 36′ E / 8.000°N,98.600°E   | Badia de Phang Nga         | |
| 8° 0′ N, 98° 58′ E / 8.000°N,98.967°E   | Tailàndia                  | |
| 8° 0′ N, 100° 19′ E / 8.000°N,100.317°E | Golf de Tailàndia          | |
| 8° 0′ N, 104° 4′ E / 8.000°N,104.067°E  | Mar de la Xina Meridional  | |
| 8° 0′ N, 116° 57′ E / 8.000°N,116.950°E | Filipines                  | Illa de Balabac |
| 8° 0′ N, 117° 4′ E / 8.000°N,117.067°E  | Mar de Sulu                | |
| 8° 0′ N, 122° 17′ E / 8.000°N,122.283°E | Filipines                  | Illa de Mindanao |
| 8° 0′ N, 126° 24′ E / 8.000°N,126.400°E | Oceà Pacífic               | Passa just al sud de l'atol·ló Kayangel, República de Palau · Passa just al sud de l'illa Pikelot, Micronèsia                                                         |
| 8° 0′ N, 168° 5′ E / 8.000°N,168.083°E  | Illes Marshall             | Atol·ló Namu |
| 8° 0′ N, 168° 11′ E / 8.000°N,168.183°E | Oceà Pacífic               | Passa just al sud de l'atol·ló Aur, Illes Marshall · Passa al sud de Burica Point, Panamà · Passa al nord d'Islas Secas, Panamà                                       |
| 8° 0′ N, 81° 40′ O / 8.000°N,81.667°O   | Panamà                     | |
| 8° 0′ N, 80° 24′ O / 8.000°N,80.400°O   | Oceà Pacífic               | Golf de Panamà |
| 8° 0′ N, 78° 25′ O / 8.000°N,78.417°O   | Panamà                     | |
| 8° 0′ N, 77° 12′ O / 8.000°N,77.200°O   | Colòmbia                   | Passa a través del Golf d'Urabá |
| 8° 0′ N, 72° 25′ O / 8.000°N,72.417°O   | Veneçuela                  | |
| 8° 0′ N, 60° 8′ O / 8.000°N,60.133°O    | Àrea disputada             | Controlada per Guyana, reclamada per Veneçuela |
| 8° 0′ N, 59° 6′ O / 8.000°N,59.100°O    | oceà Atlàntic              | |
| 8° 0′ N, 12° 53′ O / 8.000°N,12.883°O   | Sierra Leone               | |
| 8° 0′ N, 10° 36′ O / 8.000°N,10.600°O   | Libèria                    | |
| 8° 0′ N, 9° 25′ O / 8.000°N,9.417°O     | Guinea                     | |
| 8° 0′ N, 8° 3′ O / 8.000°N,8.050°O      | Costa d'Ivori              | |
| 8° 0′ N, 2° 41′ O / 8.000°N,2.683°O     | Ghana                      | Travessa el Llac Volta |